# Lente di Nimrud

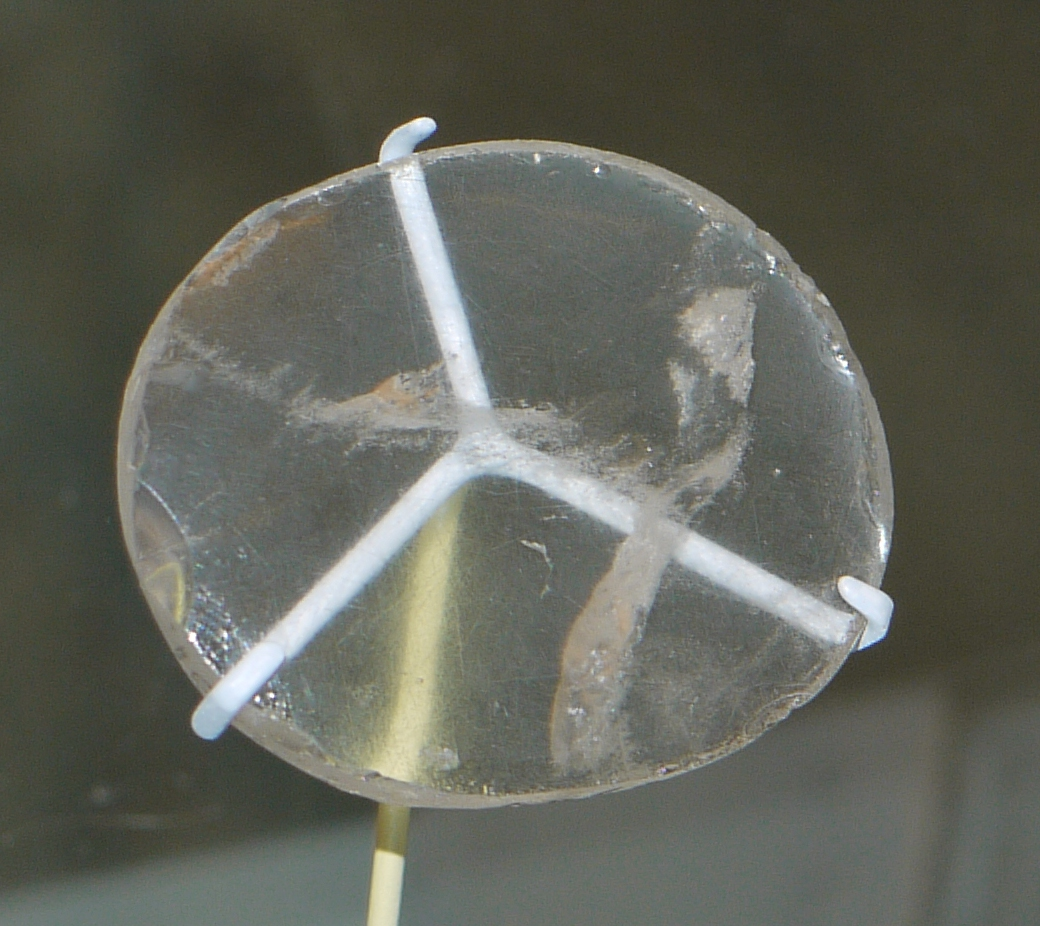
La Lente di Nimrud esposta al British Museum

La "Lente di Nimrud" è un pezzo di cristallo di rocca dissotterrato da Austen Henry Layard nel 1850 nel complesso del palazzo di Nimrud, nell'Iraq settentrionale. La lente piano-convessa potrebbe essere stata utilizzata come lente d'ingrandimento o come uno specchio ustorio. Gli artigiani assiri creavano complesse incisioni, e potrebbero aver utilizzato questa lente nei loro lavori.
C'è una discussione in corso fra gli accademici sulla natura della "Lente di Nimrud" poiché una piccola minoranza, sostenuta dallo studioso Giovanni Pettinato, ritiene che questa sia la prova dell'esistenza di antichi telescopi, che potrebbero spiegare la grande accuratezza dell'astronomia assira.
La maggior parte degli esperti di archeologia assira, però, non condivide questa ipotesi in quanto dubitano che una tale lente avesse una qualità ottica sufficiente per un uso di tipo astronomico.
Gli antichi Assiri affermavano che il pianeta Saturno fosse circondato da un anello di serpenti; Pettinato vede in questo una delle prove che gli anelli di Saturno furono osservati attraverso un telescopio. Altri studiosi ribattono però che la figura del serpente ricorre spesso nella mitologia assira e che non esiste menzione alcuna di un oggetto simile a un telescopio negli scritti di astronomia assira pervenutici fino ad oggi.
La "Lente di Nimrud" è oggi conservata al British Museum.